# جيك ميلر (لاعب كرة قاعدة)
جيك ميلر (بالإنجليزية: Jake Miller)‏ هو لاعب كرة قاعدة أمريكي، ولد في 28 فبراير 1898، وتوفي في 20 أغسطس 1975.

## وصلات خارجية
- جيك ميلر على موقعبيزبول رفرنس.كوم (الدوري الرئيسي) (الإنجليزية)
- جيك ميلر على موقعبيزبول رفرنس.كوم (الدوري الثانوي) (الإنجليزية)